# Dishonored (серия игр)
Dishonored — серия компьютерных игр в жанре action-adventure, разработанных студией Arkane и изданных Bethesda Softworks. Первая игра в серии была выпущена в 2012 году, а продолжение, Dishonored 2, в 2016 году. Самостоятельное дополнение к Dishonored 2, Death of the Outsider, было выпущено в 2017 году.

## Игровой процесс
Игры серии Dishonored представляет собой приключенческий экшен с видом от первого лица, акцент в котором сделан на скрытном прохождении. В игровом мире расположены различные локации, где игрок, используя различные приспособления и умения главного героя, может разными способами выполнить задачу, поставленную в начале миссии. У главного героя имеются как активные, так и пассивные способности, которые открываются и улучшаются в обмен на руны, собранные в различных местах на всех игровых локациях
. Игры серии описываются как «иммерсивные симуляторы». Игроку предоставляется свобода действий при решении поставленных задач. Например, для достижения цели можно действовать скрытно, чтобы незаметно уничтожить врагов, или же действовать напрямую, используя оружие. В играх серии имеется возможность пройти сюжет, не убивая ни одного неигрового персонажа.
Серию часто хвалят за дизайн в стиле стимпанк; разработчики из Arkane говорили, что игры были вдохновлены викторианским стилем периода от начала 1800 года до начала XX века. Цивилизация мира Dishonored сосредоточена на группе островов вдалеке от единственного известного континента Пандуссии, в мире, где сосуществуют технологии и сверхъестественная магия. Среди основных локаций: Дануолл, столица Империи, где в качестве основного источника топлива используется ворвань — горючее, добываемое из жира китообразных существ левиафанов и Карнака, город на острове Серконос, который черпает энергию от ветрогенераторов. В основных частях серии концовки зависят от уровня хаоса, который определяется тем, сколько персонажей убил игрок.

## Игры

### Dishonored (2012)
Действие игры происходит в охваченном эпидемией чумы вымышленном городе Дануолл (англ. Dunwall, от dun — тусклый, мрачный и wall — стена), прообразом которого послужил Лондон времён Викторианской эпохи. Главный герой игры, лорд-защитник Корво Аттано, после обвинения в убийстве императрицы и побега из тюрьмы стремится отомстить всем своим врагам, чтобы вернуть дочь Джессамины, Эмили, на законный трон. Для этого он вступает в союз с лоялистами — группой сопротивления, борющейся за возвращение Дануолла. Так же ему помогает Чужой, сверхъестественное существо, которое наделяет Корво магическими способностями. Управляемый игроком Корво действует в качестве наёмного убийцы, задачей которого в каждой отдельной миссии является поиск и убийство или бескровное устранение определённого персонажа.
Dishonored — первая игра, разработанная студией Arkane после того, как она была приобретена компанией ZeniMax Media, а также первая игра, выпущенная Харви Смитом, соавтором франшизы Deus Ex, после того, как он присоединился к Arkane в 2008 году. Офисы Arkane Lyon (во главе с основателем студии Рафаэлем Колантонио) и Arkane Austin (во главе со Смитом) были так же вовлечены в разработку игры. Dishonored была выпущена в октябре 2012 года для Windows, PlayStation 3 и Xbox 360 и получила очень положительные отзывы критиков, став одной из самых продаваемых игр 2010-х годов. Впоследствии Arkane выпустила два DLC: The Knife of Dunwall и The Brigmore Witches, для игры. В обоих дополнениях главным героем является ассасин Дауд — убийца императрицы Колдуин.

### Dishonored 2 (2016)
Действие второй части происходит в вымышленной Островной империи, через 15 лет после событий первой части игры. Основные события происходят в городах Дануолл и Карнака. По сюжету, ведьма Далила Копперспун, которая утверждает, что является старшей сводной сестрой Джессамины и наследницей трона, свергает правление Эмили. В ходе первой сцены в тронном зале, игрок получает возможность выбора в какой роли играть: потерявшей трон императрицы Эмили или защитника короны и её телохранителя — Корво. Каждый из этих персонажей имеет свой набор способностей, развиваемых по ходу игры. Во время прохождения игрок посещает Карнаку в поисках подсказок об источнике силы Далилы, что поможет одолеть её и вернуть законный трон Эмили.
Dishonored 2 была в основном разработана Arkane Lyon, директором которой на тот момент был Смит. Колантонио и Остинская студия переключили свое внимание на работу над Prey. Игра была выпущена в ноябре 2016 года для Windows, PlayStation 4 и Xbox One. Как и первая часть, Dishonored 2 получила очень положительные отзывы после выхода, в частности за дизайн уровней. Отдельно критики выделяли уровень «Заводной особняк», в котором игрок имеет возможность изменять планировку особняка. Однако на старте продажи физических копий игры шли с трудом.

### Dishonored: Death of the Outsider (2017)
Dishonored: Death of the Outsider — отдельное самостоятельное дополнение к игре Dishonored 2. Убийца Билли Лерк ищет своего бывшего наставника — Дауда, с целью устранить Чужого.
Рекламируемая как «отдельная история» в серии, она завершает сюжетную арку, созданную первой игрой. Это не полноценное продолжение Dishonored 2, поскольку игра короче, линейнее и более сконцентрирована. Многие системы были оптимизированы и упрощены. Например, в дополнении нет системы хаоса, а все сверхспособности разблокируют в начале игры. Dishonored: Death of the Outsider было выпущен в сентябре 2017 года для Windows, PlayStation 4 и Xbox One. Дополнение получило в целом положительные отзывы после выхода.

## Будущее серии
На QuakeCon 2017 ведущий дизайнер Рикардо Баре сказал, что серия «отдыхает». Позднее, в 2020 году, содиректор Динга Бакаба дал разъяснения, что пресса неверно истолковала заявление Баре. При этом он добавил, что не считает, что «было принято решение о приостановке серии Dishonored». Однако Бакаба подтвердил, что в будущем они не будут возвращаться к этой сюжетной линии, и что в последующих играх серии будут появляться только новые герои.

## Другие медиа
Bethesda сотрудничала с Modiphius Entertainment в создании настольной ролевой игры, выпуск которой состоялся летом 2020 года.
Компания Bethesda, являющаяся издателем Deathloop, подтвердила давнюю теорию фанатов двух своих игровых франшиз: действие Dishonored и Deathloop происходит в одной вселенной. Режиссёр Deathloop Динга Бакаба подтвердил это на Xbox Podcast, заявив, что действие Deathloop происходит в той же вселенной, что и Dishonored, но далеко в будущем.